# أولافو ريديج دي كامبوس

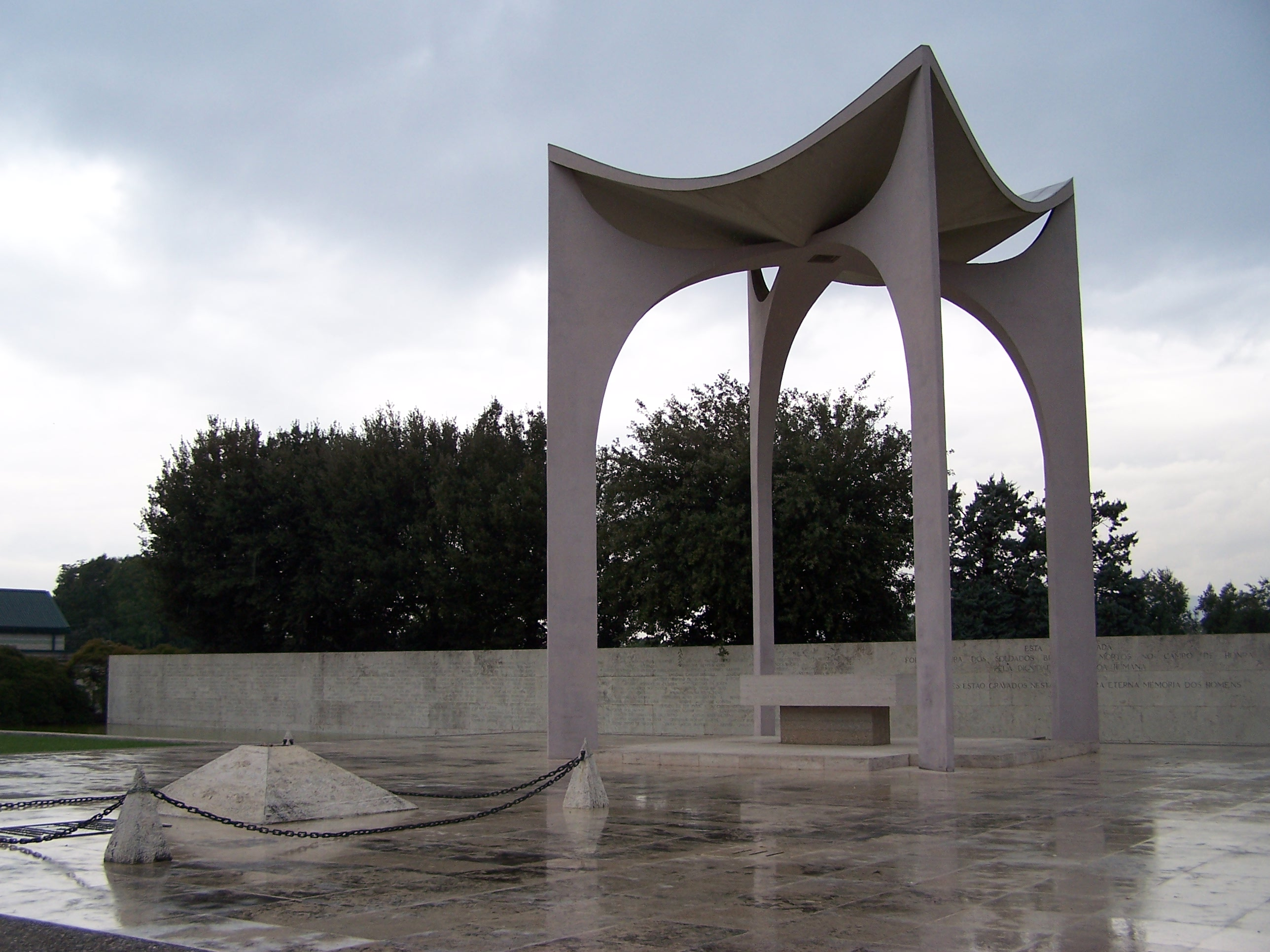
نصب وقبر الجندي المجهول في الحرب العالمية الثانية، والمقبرة العسكرية البرازيلية في بستويا.

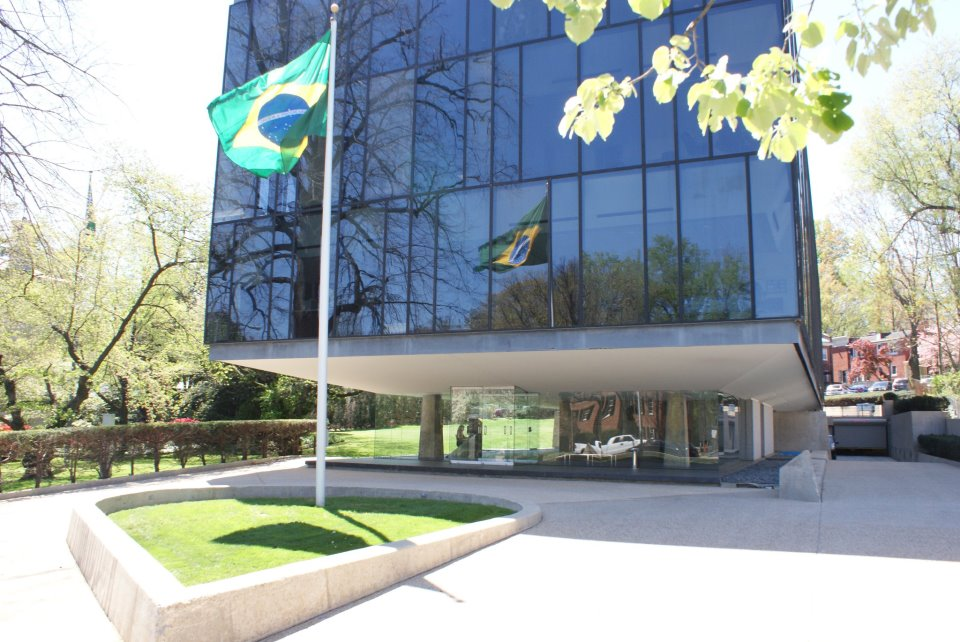
سفارة البرازيل الزجاجية في واشنطن العاصمة

أولافو ريديج دي كامبوس (1906–1984) مهندس معماري برازيلي، وكان مهمًا في تطوير فترة القرن العشرين للطراز البرازيلي للعمارة الحديثة.
ولد ريديج دي كامبوس في ريو دي جانيرو، ومع ذلك كان والده دبلوماسيًا وقضى جزءًا من طفولته في أوروبا. درس الهندسة المعمارية في جامعة سابينيزا في روما، في نفس الوقت مع المعماريان غريغوري وارشافيشك ورينو ليفي. في عام 1931 عاد ريديج دي كامبوس إلى البرازيل.
في عام 1946 تولى ريديج دي كامبوس رئاسة "خدمة حفظ التراث في وزارة الخارجية"، حيث خدم بهذه الصفة لمدة ثلاثين عامًا.

## أعماله
من بين المشاريع التي صممها:
- سفارة البرازيل في واشنطن العاصمة وفي ليما وفي بوينس آيرس.
- مقرات دبلوماسية برازيلية في بيروت وداكار.
- المركز المدني في كوريتيبا، البرازيل.
- الجمعية التشريعية في بارانا، البرازيل.
- المقبرة العسكرية البرازيلية بستويا.
- النصب التذكاري البرازيلي وقبر الجندي المجهول في الحرب العالمية الثانية.
- صمم ريديج أيضًا العديد من المساكن السكنية، مثل المنزل الريفي لـ جيرالدو بابتيستا والمنزل الحضري لعائلة موريرا ساليس في ريو دي جانيرو. هذا الأخير هو اليوم المقر الرئيسي لمعهد موريرا ساليس.